# نذیر احمد (ایران‌شناس)
نذیر احمد (۱۹۱۵–۲۰۰۸) دانشمند، نویسنده و مدرس هندی زبان فارسی اهل هند بود. وی در سال ۱۹۸۷ جایزه پادما شری را از دولت هند گرفت. او این جایزه را برای تلاش در تبلیغ زبان و ادبیات فارسی دریافت کرد.

## زندگی
نذیر احمد در ۳ ژانویه ۱۹۱۵، در دهکده کوچک کلاهی غریب (غوره / گورا)، نزدیک گوندا، در اوتار پرادش، هند متولد شد. او در یک مدرسه ابتدایی محلی تحصیل کرد که در سال ۱۹۳۰ از آنجا فارغ‌التحصیل شد. سپس در دبیرستان گوندا تحصیل کرد و دوره مقدماتی خود را با رتبه ممتاز در ریاضیات در سال ۱۹۳۴ به پایان رساند. پس از آن، وی به کالج مسیحی لکهنو پیوست و در سال ۱۹۳۶ امتحانات واسطه ای و Munshi خود را به پایان رساند و در سال ۱۹۳۹ مدرک لیسانس (Hons) را در ایران، با رتبه اول دریافت کرد. وی در سال ۱۹۴۰ تحصیلات خود را در مقطع کارشناسی ارشد به پایان رساند و با کسب اولین رتبه، دو مدال طلا و یک بورس تحصیلی عالی کسب کرد.